# Kasztiliasz III
Kasztiliasz III – według Synchronistycznej listy królów i Kroniki wczesnych królów jeden z kasyckich władców Babilonii, brat i poprzednik Ulam-Buriasza.